# The Trap (film 1914 Ayres)
The Trap è un cortometraggio muto diretto da Sydney Ayres.

## Produzione
Prodotto dalla American Film Manufacturing Company

## Distribuzione
Il film venne distribuito nelle sale dalla Mutual Film il 10 agosto 1914.